# Endoxyla
Endoxyla is een geslacht van vlinders uit de familie van de Houtboorders (Cossidae). De wetenschappelijke naam is voor het eerst gepubliceerd in 1854 door Herrich-Schäffer.
Veruit de meeste soorten van dit geslacht komen voor in Australië, twee soorten komen voor in Zuidoost-Azië.

## Soorten
- Endoxyla acontucha (Turner, 1903)
- Endoxyla affinis (Rothschild, 1896)
- Endoxyla amphiplecta (Turner, 1932)
- Endoxyla angasii Felder, 1874
- Endoxyla biarpiti (Tindale, 1953)
- Endoxyla bipustulatus (Walker, 1865)
- Endoxyla celebesa (Walker, 1865)
- Endoxyla cinereus (Tepper, 1890)
- Endoxyla columbina Lucas, 1898
- Endoxyla coscinopa (Lower, 1901)
- Endoxyla coscinophanes (Turner, 1945)
- Endoxyla coscinota (Turner, 1903)
- Endoxyla decoratus (Swinhoe, 1892)
- Endoxyla dictyoschema (Turner, 1915)
- Endoxyla didymoplaca (Turner, 1945)
- Endoxyla donovani (Rothschild, 1897)
- Endoxyla duponchelii (Newman, 1856)
- Endoxyla edwardsi (Tepper, 1891)
- Endoxyla eluta (Rothschild, 1903)
- Endoxyla encalypti Herrich-Schäffer, 1854
- Endoxyla episticha (Turner, 1945)
- Endoxyla eremonoma (Turner, 1906)
- Endoxyla eumitra (Turner, 1926)
- Endoxyla euplecta (Turner, 1945)
- Endoxyla euryphaea (Turner, 1945)
- Endoxyla fuscus (Swinhoe, 1892)
- Endoxyla grisea (Gaede, 1933)
- Endoxyla houlberti (Oberthür, 1916)
- Endoxyla interlucens (Lucas, 1898)
- Endoxyla leucomochla (Turner, 1915)
- Endoxyla lichenea (Rothschild, 1896)
- Endoxyla lituratus (Donovan, 1805)
- Endoxyla mackeri (Oberthür, 1916)
- Endoxyla macleayi (Froggatt, 1894)
- Endoxyla magnifica (Rothschild, 1896)
- Endoxyla magniguttata (Gaede, 1933)
- Endoxyla methychroa (Turner, 1911)
- Endoxyla meyi (Yakovlev, 2006)
- Endoxyla minutiscripta (Lucas, 1898)
- Endoxyla nebulosus (Donovan, 1805)
- Endoxyla nephocosma (Turner, 1902)
- Endoxyla neuroxantha (Lower, 1900)
- Endoxyla nubila (Turner, 1945)
- Endoxyla opposita (Walker, 1865)
- Endoxyla perigypsa (Lower, 1915)
- Endoxyla phaeocosma (Turner, 1911)
- Endoxyla polyplecta (Turner, 1932)
- Endoxyla polyploca (Turner, 1911)
- Endoxyla pulchra (Rothschild, 1896)
- Endoxyla punctifimbria (Walker, 1865)
- Endoxyla reticulosa (Turner, 1945)
- Endoxyla secta (Lucas, 1898)
- Endoxyla sordida (Rothschild, 1896)
- Endoxyla stenoptila (Turner, 1911)
- Endoxyla tanyctena (Turner, 1945)
- Endoxyla tenebrifer (Walker, 1865)
- Endoxyla tigrinus (Herrich-Schäffer, 1853)
- Endoxyla turneri (Roepke, 1955)
- Endoxyla vittata (Walker, 1856)
- Endoxyla zophoplecta (Turner, 1902)
- Endoxyla zophospila (Turner, 1945)